# Hutton Mulgrave
Hutton Mulgrave is een civil parish in het bestuurlijke gebied Scarborough, in het Engelse graafschap North Yorkshire met 48 inwoners.